# Николай Дюлгеров (политик)
Вижте пояснителната страница за други личности с името Николай Дюлгеров.
Николай Вълчев Дюлгеров е български политик от БКП.

## Биография
Роден е на 13 април 1934 г. в малкотърновското село Визица. Още в гимназията е секретар на Комсомола. След това е завеждащ отдел в Околийския комитет на ДСНМ в Малко Търново. От 1956 година е член на БКП, а през 1959 година завършва Софийският университет с история. В Университета е секретар на факултетния и на университетския комитет на Комсомола.
Между 1965 и 1971 година е секретар на ЦК на ДКМС, първи секретар на БКП в Ленински район (1971 – 1973), първи секретар на Софийския окръжен комитет на БКП (1973 – 1987). В периода 1976 – 1990 година е член на ЦК на БКП. През 1987 до 1989 година е назначен за председател на комитета за опазване на природната среда. През 1990 година се пенсионира.